# MKS Oława
MKS SCA Oława – klub piłkarski założony w 1946 roku. Zespół seniorów klubu grał m.in. w III lidze dolnośląsko-lubuskiej. Kontynuował tradycje klubu Moto-Jelcz Oława. Wycofał się po sezonie 2014/2015 z rozgrywek III ligi.

## Stadion oraz władze klubu
- Barwy: czarno-biało-zielone
- Adres: Sportowa 1, 55-200 Oława

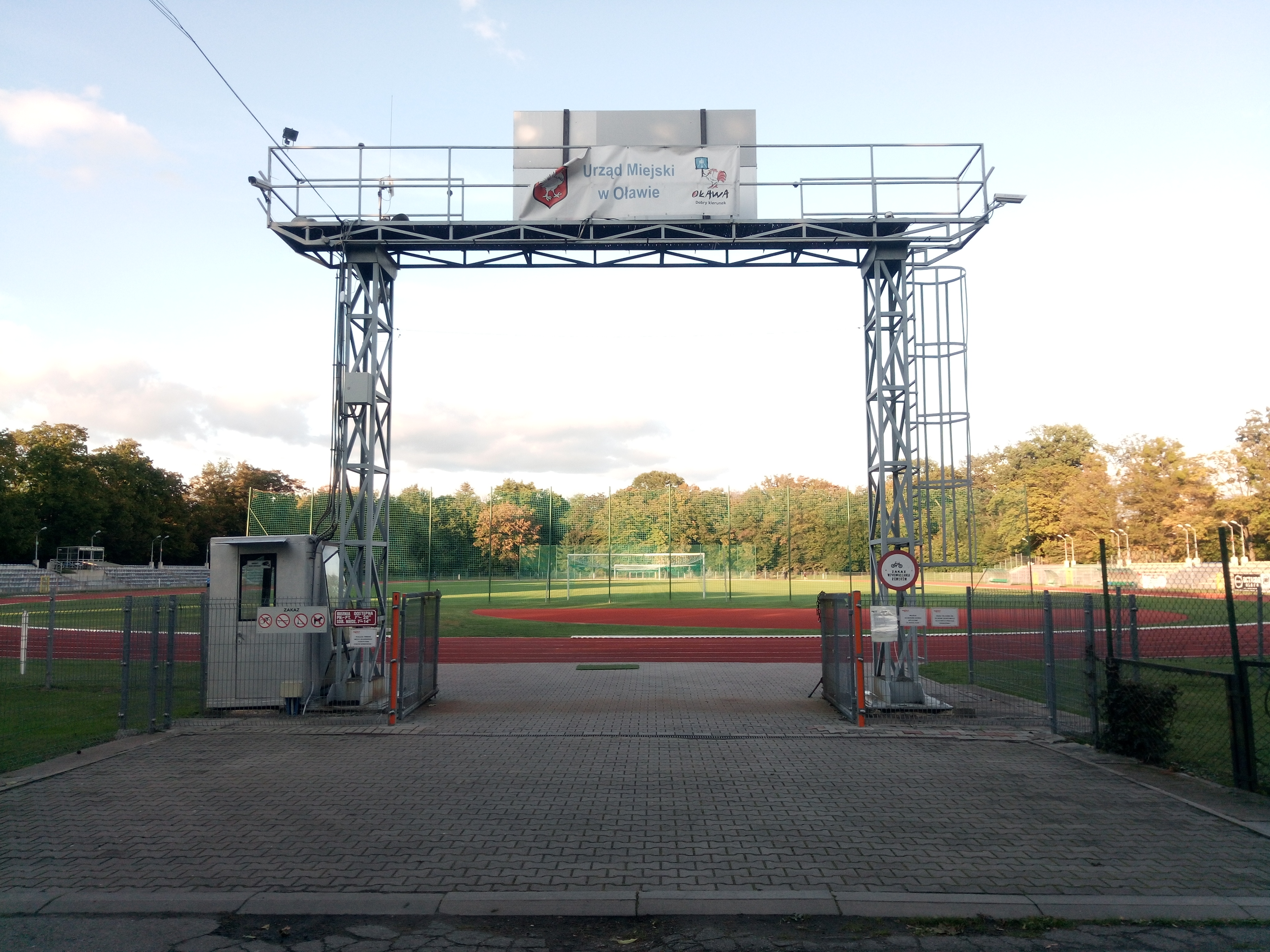
Brama na Stadion Oławskiego Centrum Kultury Fizycznej

- Pojemność stadionu: 3 000 miejsc (2 000 siedzących) / oświetlenie – brak / boisko – 105 m x 68 m
- Prezes: Piotr Kluzek
- Kierownik drużyny: Stanisław Lipiński
- Trener: Zbigniew Smółka

## Sukcesy
- 4. miejsce w III lidze w sezonie 1971/1972
- 5. miejsce w III lidze w sezonie 1972/1973
- 1. miejsce w III lidze w sezonie 1973/1974
- 10. miejsce w III lidze w sezonie 1981/1982
- 1. miejsce w III lidze w sezonie 1982/1983
- 3. miejsce w III lidze w sezonie 1986/1987
- 1. miejsce w III lidze w sezonie 1987/1988
- 6. miejsce w II lidze w sezonie 1988/1989
- 3. miejsce w III lidze w sezonie 1990/1991
- 3. miejsce w III lidze w sezonie 1992/1993
- 3. miejsce w III lidze w sezonie 1993/1994
- 2. miejsce w III lidze w sezonie 1994/1995
- 2. miejsce w III lidze w sezonie 1995/1996
- 8. miejsce w III lidze w sezonie 1996/1997
- 14. miejsce w III lidze w sezonie 1997/1998
- 4. miejsce w III lidze w sezonie 2008/2009
- 1. miejsce w III lidze w sezonie 2011/2012
- 16. miejsce w II lidze w sezonie 2012/2013
- 2. miejsce w III lidze w sezonie 2013/2014
- 13. miejsce w III lidze w sezonie 2014/2015 - wycofanie po sezonie